# 浴佛功德經
《浴佛功德經》，佛教經典，為唐代佛經翻譯家義淨所譯，現收錄於大正藏經集部第16冊第698部，乾隆藏稱為《浴像功德經》，收錄於大乘五大部外重譯經290部，另於房山石經、高麗藏、嘉興藏、中華藏、洪武南藏、永樂南藏、永樂北藏、開寶藏、普寧藏、至元錄等經藏皆有收錄此經典。

## 內容概要
當時，釋迦牟尼佛在印度王舍城的鷲峯山頂，與兩千五百位大比丘和諸多大菩薩、天龍八部等聚會一處。這時清淨慧菩薩，因慈悲愍念眾生，心想佛陀們是什麼因緣，獲得清淨身且相好具足，又思維著眾生們因為可以親近佛陀、供養佛陀，而獲得無量無邊的福報，不知道佛陀涅槃之後，眾生們要如何供養、修何種功德，才得以增長善根早日成就，因而向釋迦牟尼佛請示。釋迦牟尼佛則應清淨慧菩薩的提問告訴祂，六度、四無量心（慈悲喜捨）是成就解脫輪迴的知見，用一顆至誠清淨的心在佛前修供養，所獲功德無邊無量。並且教導以何種方式，恭敬供養、以何種香湯澡浴佛像、讚嘆如來，可得15種殊勝功德：
- 常有慚愧
- 發淨信心
- 其心質直
- 親近善友
- 入無漏慧
- 常見諸佛
- 恒持正法
- 能如說行
- 隨意當生淨佛國土
- 若生人中，大姓尊貴，人所敬奉，生歡喜心
- 生在人中，自然念佛
- 諸魔軍眾，不能損惱
- 能於末世，護持正法
- 十方諸佛之所加護
- 速得成就五分法身

並且說明如果能夠如法來浴佛，能令眾生們增長福報，富樂無病延年、所願求無不遂意、親友眷屬悉皆安隱、長辭八難永出苦源、不受女身早日成就。

## 外部連結
- 全國宗教資訊網－佛誕日 （页面存档备份，存于）
- 《浴佛功德經》CBETA 電子版 （页面存档备份，存于）